# کیمیاگر تمام‌فلزی: ستاره مقدس میلوس

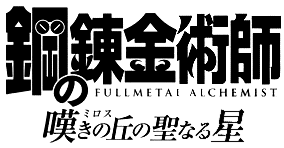
ستاره مقدس میلوس، همان کیمیاگر مورد تعقیب بود؟!

کیمیاگر تمام‌فلزی: ستاره مقدس میلوس (ژاپنی: 鋼の錬金術師 嘆きの丘の聖なる星 هپبورن: Hagane no Renkinjutsushi: Mirosu no Sei-naru Hoshi) یک فیلم اکشن خیال‌پردازی علمی انیمه‌ای ژاپنی به کارگردانی کازویا موراتا و نویسندگی یوئیچی شینبو از محصولات استودیوی بونز است. این دومین فیلم سینمایی بر اساس فرنچایز رسانه‌ای کیمیاگر تمام‌فلزی است که در سال ۲۰۱۱ منتشر شد. از صداپیشگان آن می‌توان به رومی پاکو، ریه کوگیمیا، مایا ساکاموتو، توشی‌یوکی موریکاوا، فومیکو اوریکاسا، ساکیکو تاماگاوا و کنجی اوتسومی اشاره کرد. ستاره مقدس میلوس برای اولین بار درست پس از پخش آخرین قسمت از مجموعه تلویزیونی انیمه کیمیاگر تمام‌فلزی: برادری رونمایی شد که به عنوان داستان جانبی این مجموعه نیز محسوب می‌شود، و در نهایت در ۲ ژوئیه ۲۰۱۱ در کشور ژاپن به نمایش درآمد.

## داستان
پس از اینکه یک زندانی اسرارآمیز که تنها چند هفته به حکم معافیت پنج ساله‌اش در شهر مرکزی باقی مانده بود از زندان فرار کرد، ادوارد و آلفونسو الریک برای پیدا کردن او به جستجو پرداختند. جستجوی این مرد منجر به این شد که دو برادر به شهر تِیبل در کشور کرتا برسند، مکانی که آلفونسو یک دختر کیمیاگر به نام جولیا را از دست مردی که در تعقیبش بودند نجات داد. هنگامی که مبارزه به اوج خود رسیده بود، ناگهان آن‌ها به معنای واقعی کلمه به خانه جولیا، محله‌های فقیر درهٔ میلوس و درگیر شورش‌های اجماع مردم شهر او شدند.

## صداپیشگان
| شخصیت                |                                    |                                  |
| شخصیت                | ژاپنی                              | انگلیسی                          |
| -------------------- | ---------------------------------- | -------------------------------- |
| ادوارد الریک         | رومی پاکو                          | ویک مینیونیا                     |
| آلفونسو الریک        | ریه کوگیمیا                        | مکسی وایت‌هد                      |
| جولیا کریچتون        | مایا ساکاموتو                      | الکسیس تیپتون                    |
| ملوین وویجر / اطلس   | توشی‌یوکی موریکاوا                  | متیو مرسر                        |
| میراندا              | ساکیکو تاماگاوا                    | شلی کالن بلک                     |
| روی موستانگ          | شین ایچیرو میکی                    | تراویس ویلینگهام                 |
| ریزا هاوک‌آی          | فومیکو اوریکاسا                    | کالین کلینکنبرد                  |
| وینری راکبل          | مگومی تاکاموتو                     | کیتلین گلس                       |
| الکس لوئیس آرمسترانگ | کنجی اوتسومی                       | کریستوفر سابات                   |
| اَشلی کریچتون / هرشل  | هیدنوبو کیوچی، ریوهی کیمورا (جوان) | پاتریک سیتز، میکا سولوساد (جوان) |
| گونزالس              | یوکیماسا کیشینو                    | بروس دوبوز                       |
| پیتر سایوز           | هیده‌یوکی اومه‌زو                    | کریستوفر کوری اسمیث              |